# Косів
Косів — місто в Україні, районний центр Косівського району Івано-Франківської області, адміністративний центр Косівської міської територіальної громади, адміністративно-торговельний осередок галицької Гуцульщини. Згідно з постановою Кабінету Міністрів від 16 липня 2001 року № 878 «Про затвердження Списку історичних населених місць України», Косів одержав статус історичного міста.
У вересні 2004 року місту Косів надали новий статус — місто-курорт Косів.

## Географія
Місто розташоване біля підніжжя Українських Карпат, у долині річки Рибниці —притоці Прута. Гори навколо міста вкриті мішаним лісом.
До обласного центру, міста Івано-Франківськ, відстань становить 101 км. 
Відстань до найближчої залізничної станції Вижниця — 12 км. 

## Клімат
На кліматограмі зображено щомісячну температуру (червоний колір) та опади (блакитний колір) в місті Косів (починаючи з січня).
| Кліматограма Косова | Кліматограма Косова | Кліматограма Косова | Кліматограма Косова | Кліматограма Косова | Кліматограма Косова | Кліматограма Косова | Кліматограма Косова | Кліматограма Косова | Кліматограма Косова | Кліматограма Косова | Кліматограма Косова |
| --- | ------------------- | ------------------- | ------------------- | ------------------- | ------------------- | ------------------- | ------------------- | ------------------- | ------------------- | ------------------- | ------------------- |
| С | Л                   | Б                   | К                   | Т                   | Ч                   | Л                   | С                   | В                   | Ж                   | Л                   | Г                   |
| 46 −1 −8 | 50 1 −7             | 75 6 −4             | 87 13 2             | 121 18 7            | 146 21 11           | 146 23 13           | 114 22 13           | 88 18 8             | 68 12 3             | 54 7 −1             | 57 1 −5             |
| Середня макс. і мін. температури повітря (°C) Атмосферні опади (мм), за рік : 1052 мм. Джерело: Косів «Climate-Data.org» (англ.) |                     |                     |                     |                     |                     |                     |                     |                     |                     |                     |                     |

## Історія

### Річ Посполита
Найдавніша історична згадка про Косів відноситься до 1424 року: великий князь литовський Свидригайло подарував село «вірному слузі» Максимові Владу Драгосиновичу.
Поселення стало містом у другій половині XVI ст. (за польсько-литовської доби) завдяки цінним покладам солі. До того часу за чверть милі від села Косів (тепер Старий Косів) існувала соляна баня, у якій із добутої сировиці виварювали сіль. І село, і баня були королівською (державною) власністю — і тому адміністративно входили до Снятинського староства та підпорядковувалися старості — представникові короля. Снятинські старости, користуючись своїм правом, орендували косівську баню та мали з неї дохід, а приблизно в 1560 тодішній староста Генчинський заснував при ній містечко Риків. Після його смерті піддані та слуги Юрія Язловецького, якому дісталося в земельне орендне володіння село Косів, учинили збройний наїзд на Риків і зруйнували його, а соляну баню захопив Язловецький.
За якийсь час містечко було відновлено під сучасною назвою: податковий реєстр 1579 року, поряд із назвою «Koszow, villa» (Косів, село), фіксує «Koszow, oppidum» (Косів, містечко). У цьому ж документі Косів виступає як приватне містечко, власник якого — син Єжи (Юрія) Язловецького —  Міхал. Опинившись у шляхетській власності, Косів відокремився від Снятинського староства й утворив разом з чотирма селами окрему Косівську волость у володінні Міхала Язловецького. До розпаду Польського королівства Косів залишався приватним — і передавався у спадок від одного власника до іншого.
Двічі місто було спалене й знищене: восени 1621 — турками, татарами, волохами (підданими Османської імперії), а в лютому 1624 — буджацькими татарами.
Видобуток та виробництво солі вимагали зайнятості багатьох робітників і ремісників. Чудовий клімат приваблював сюди поселенців, завдяки чому добре розвинулось садівництво. Дбаючи про збільшення прибутків, власники Косова заохочували євреїв різними привілеями тут поселятися, а ті успішно займалися торгівлею, орендою маєтків та промислових закладів (солярня, млини, корчми та ін.), збиранням податків тощо. У центральній частині (середмісті) переважало єврейське населення, а на околицях, що були спершу окремими селами (Монастирське і Москалівка), жили переважно українці. У Косові разом із його околицями налічувалось близько 50 відсотків українців, 35 — євреїв і 15 — поляків. Багато з них швидко збагачувалося. Це привертало увагу опришків. Вони часто нападали на місто, зокрема під керівництвом Василя Лунги (1698), Пинті та Пискливого (1704), Баюрака (1750). Приблизно 1740 до шляхетського двору в Косові підступив Олекса Довбуш і чомусь «посилав рушниці до двора», але не нападав. Після страти Довбуша, за легендою, один з шматків його тіла польська влада розмістила на Міській горі для залякування опришків. 1759 у зв'язку з активізацією опришківського руху було організовано головну стоянку карального війська проти опришків, яке очолив Тадеуш Дідушицький, тодішній власник Косова, галицький хорунжий.

### У складі Австрійських імперій

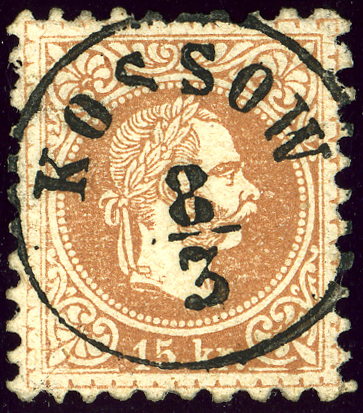
Австрійська марка, погашена в Косові 1867

За австрійських часів життя стало впорядкованішим. За патентами від 1773, 1778 і 1786 рр., спрямованими на одержавлення солі, косівські соляні маєтки, тобто містечко з довколишніми селами, перейшли з приватної власності в державну. Адміністративно воно кілька років належало до Червоноруського округу («циркулу»), згодом — до Станіславівського і, нарешті, Коломийського. З упровадженням 1867 нового устрою Косову надали статус повітового міста, унаслідок чого вся адміністративно-політична влада була передана повітовому управлінню — староству, очолюваному старостою та підпорядкованому безпосередньо галицькому намісництву у Львові. Крім солеваріння, розвивалися мистецькі промисли — різьба, вишивка, килимарство, кераміка. 1850 було засновано ткацьке товариство, Косів став центром ткацтва. 1882 ткацьке товариство заснувало ткацьку школу. Наприкінці XIX ст. почала розвиватися дуже перспективна курортна галузь.
У рамках українського національного відродження, що відбувалося у всій Галичині, у Косові на зламі XIX—XX ст. значний вплив мала Українська радикальна партія. Одним із її засновників, поряд з Іваном Франком та іншими діячами, був косівчанин Михайло Павлик. Діяли товариства «Січ», «Воля», «Жіноча громада», «Просвіта». 19 липня 1914 р. зведено пам'ятник Тарасові Шевченку.

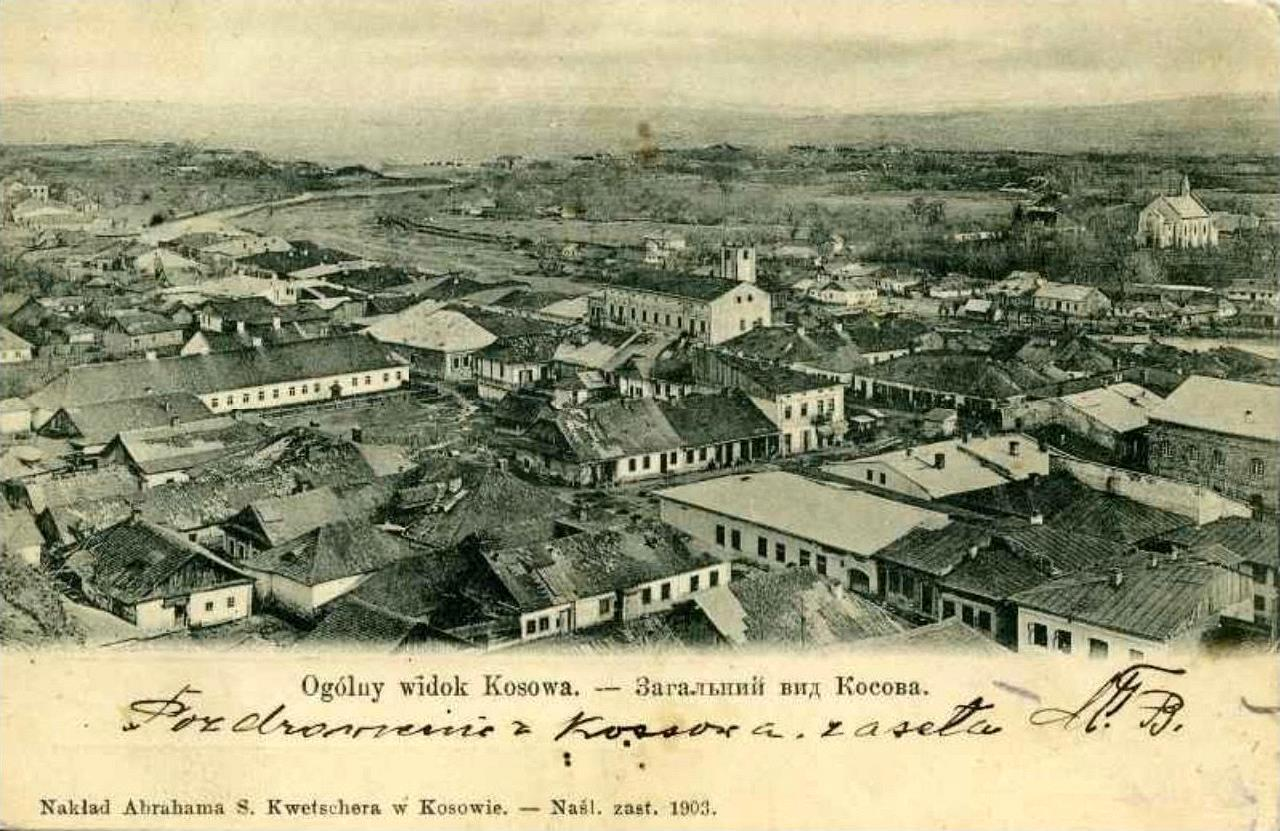
Вид на Косів (1903 рік)
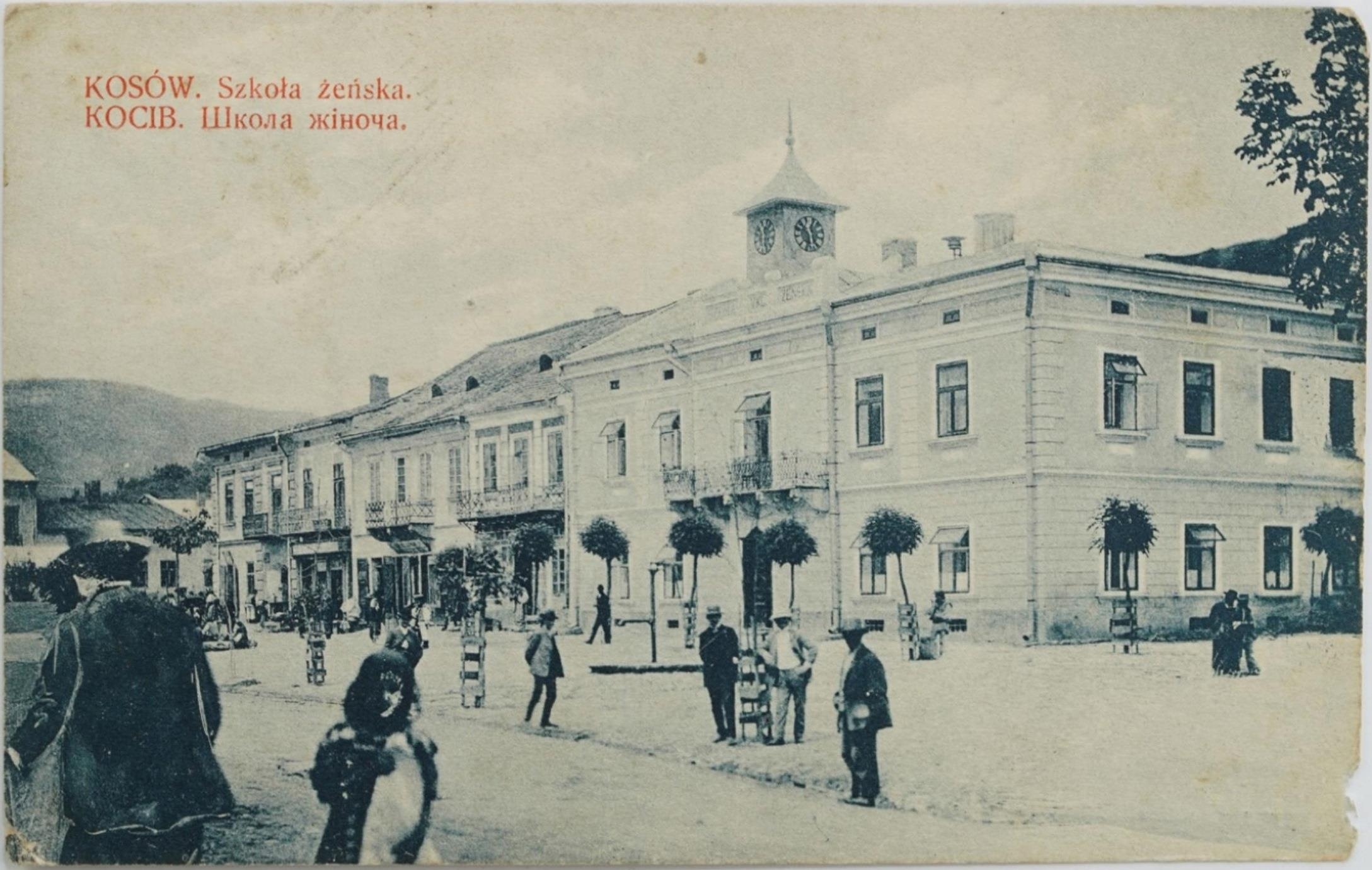
Жіноча школа в Косові (1906 рік)
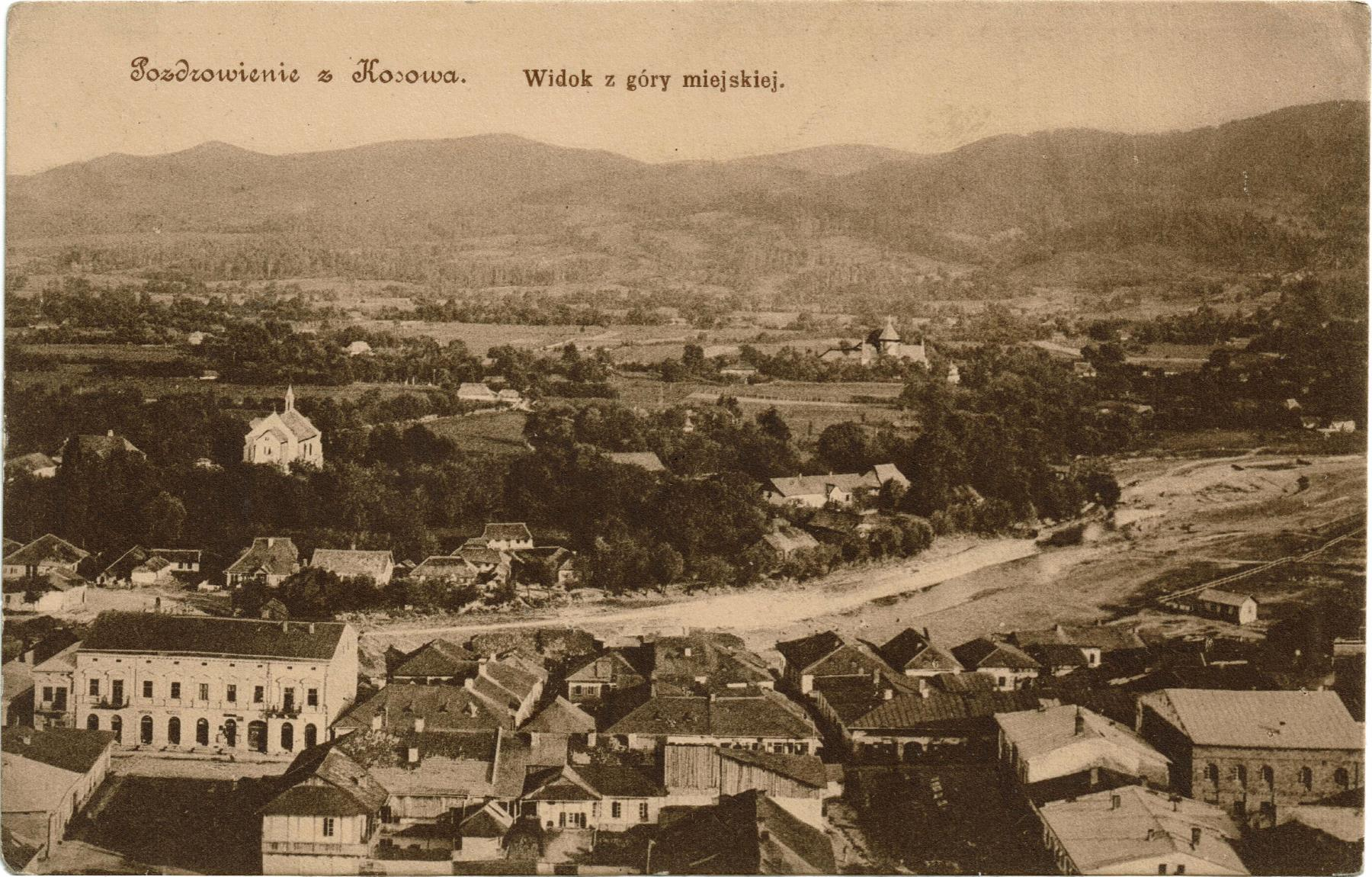
Вид на Косів (1910 рік)
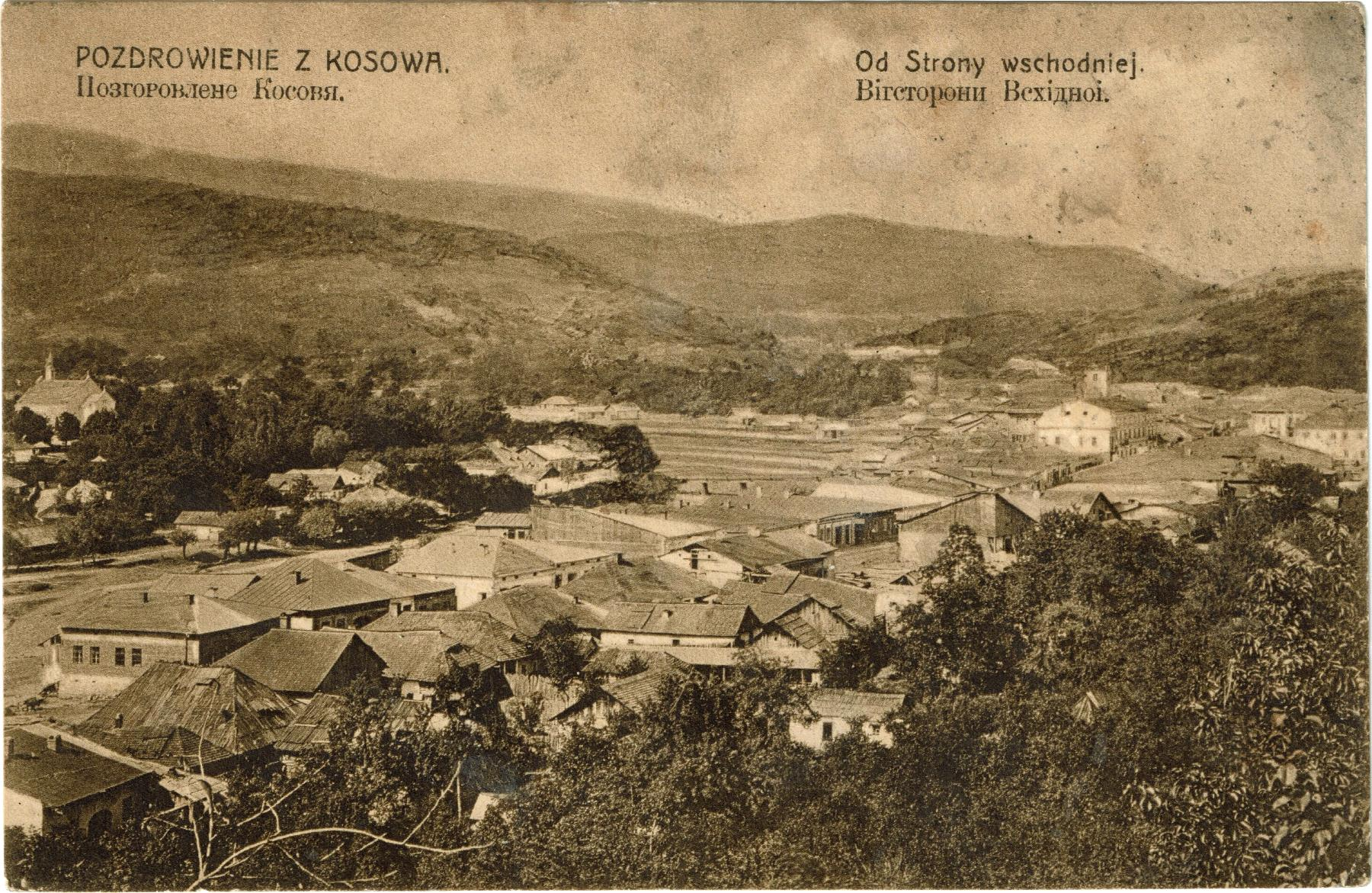
Вид на Косів (1915 рік)

### Перша світова війна та ЗУНР
У червні 1914 було створено перший відділ стрілецтва «Кіш Січових стрільців». На початку світової війни повітова управа УСС набирала добровольців для боротьби на боці Австрії. Від осені 1914 до початку літа 1915 і від літа 1916 до літа 1917 Косів двічі захоплюла російська армія, яка при відступі чинила страшні погроми й грабунки. Після розпаду Австро-Угорщини (листопад 1918) була встановлена Західно-Українська Народна Республіка, яка проіснувала до травня 1919. З 26 травня до кінця серпня місто було захоплено румунськими військами. Згодом разом з багатьма іншими землями Західної України увійшло до складу Польської Республіки і Косівський повіт включений до Станиславівського воєводства.

### Міжвоєнний період
За Польщі продовжували розвиватися мистецькі промисли, зокрема, виробляли продукцію килимарні «Гуцульське мистецтво», Грунковського, Медведчука, Гільмана, трикотажні Шніберга і Рунда. Особливо збільшився приплив літників і курортників, річна відвідуваність яких становила близько 3 тис. осіб, а обслуговувала їх широка мережа пансіонатів. Розквіт соляної промисловості гальмувався, а в 1938 солярню було остаточно зупинено.
Діяли українські товариства «Бесіда», «Союз українок», «Просвіта» (голова П. Рондяк), «Луг», «Пласт», «Каменярі», «Відродження», українські партії Українська соціалістично-радикальна партія, нелегально — КПЗУ з прибудівками — комсомолом і Міжнародною організацією допомоги борцям революції, осередок підпільної ОУН, польське товариство приятелів Гуцульщини, єврейське спортивне товариство «Маккабі» та культурне «Мерказ Рухані». У цей період творила династія косівських гончарів Рощиб'юків, а також Павлина Цвілик.
1 квітня 1929 р., розпорядженням Ради Міністрів, місто Косів було значно розширене за рахунок приєднання частин сіл Старий Косів і Вербовець.
Розпорядженням Міністра внутрішніх справ 26 березня 1934 р. територія міста розширена шляхом приєднання села Москалівка.

### Радянсько-московська окупація
22 вересня 1939 в Косові була встановлена радянська влада. Під лозунгом допомоги пригнобленим «братам-українцям» були націоналізовані пансіонати, килимарні, млини, крамниці та інші господарства, що контролювалися переважно поляками та євреями. Почала працювати середня школа з українською мовою навчання. На базі ткацької було створено багатопрофільну промислову школу гуцульського мистецтва. Одночасно радянська влада ліквідувала українські політичні партії, організації, кооперативи, а в ніч на 19 грудня 1940 в пошуках уявних «ворогів народу» було заарештовано й знищено 18 чоловіків.

### Друга світова війна
На початку німецько-радянської війни, Косів 1 липня тимчасово захопили союзницькі з Німеччиною угорські війська, які грабували крамниці, пансіонати, оселі, звідки забирали посуд, білизну, столи, крісла, малюнки, вікна, двері й усе це вивозили в Угорщину, однак утворенню української адміністрації не перешкоджали. Німці, перебравши в серпні владу від угорців, розпочали серію терористичних акцій: у перші ж дні негайно арештували й розстріляли діячів ОУН, які при угорцях масово вийшли з підпілля.
16-17 жовтня 1941 рано-вранці німці несподівано оточили єврейські квартали, вигнали всіх на вулиці й колонами проводили до в'язниці, а звідти підвозили Пістинською вулицею до гори, а потім відвели до великих ям, викопаних на Міській горі. Примушували роздягатися, а тоді підводили до краю ями і вбивали пострілами в голову. Не було пощади ні жінкам, ні старим, ні немовлятам. Решту вивозили в гетто (Коломия) і згодом розстрілювали в Шепарівському лісі. Сотні людей забрали на роботу до Німеччини; створили штучний голод.
Для захисту населення від сваволі німецької влади в червні 1943 провід ОУН організував у карпатських лісах Українську Народну Самооборону (УНС), яку 27 січня 1944 було включено до УПА. 

### Радянські часи
31 березня 1944 Косів захопила Червона армія, а гірський терен за містом — угорці. До літа місто залишалось на лінії фронту, унаслідок чого зазнало значних руйнувань. Після невдачі тривалих визвольних змагань УПА та СБ (таємна поліція ОУН) удруге запанувала більшовицька влада, яка розправлялася з підкореним народом, організовуючи розстріли та депортації «ненадійних елементів». У повоєнний період вона гальмувала розвиток курортництва, натомість пріоритетності надала народним художнім промислам, були різьбярська артіль «Гуцульщина» та килимарські фабрики ім. Тараса Шевченка та ім. Івана Франка, на базі яких 1968 почали діяти виробничо-художні об'єднання «Гуцульщина», художньо-виробничі майстерні Спілки художників.
У 1969 році в Косові було засновано перший гард-рок гурт в Україні — «Гуцули».

Автостанція Косів

### Період відновлення Незалежності України
Після відновлення Україною незалежності зусилля Косова було спрямовано на відродження культури, духовного життя, економіки. У цьому напрямі діють різні громадські організації, політичні партії, церковні громади, а також міська влада, яка виклопотала спеціальний статут курортного міста.
Косів має надзвичайно великий потенціал, щоб стати культурним центром Гуцульщини. Для цього є усі передумови — митці, що передають уміння з покоління в покоління, визнані художні школи, поетичність косівчан, і розташування в серці Гуцульщини. Край легенд та переказів, місця слави опришків, мальовнича природа окреслює стратегію розвитку Косівщини у напрямку розвитку туристичного бізнесу.
За кількістю зелених насаджень на душу населення Косів 2004 року входив до першої вісімки міст України (65,2 м² на 1 мешканця — при міжнародній нормі не менше 20 м²).

## Населення

### Національний склад
Розподіл населення за національністю за даними перепису 2001 року:
| Національність  | Відсоток |
| --------------- | -------- |
| українці        | 96.98%   |
| росіяни         | 1.79%    |
| поляки          | 0.82%    |
| інші/не вказали | 0.41%    |
| Усього          | 100%     |

### Мова
Розподіл населення за рідною мовою за даними перепису 2001 року:
| Мова            | Кількість | Відсоток |
| --------------- | --------- | -------- |
| українська      | 8132      | 98.24%   |
| російська       | 119       | 1.44%    |
| польська        | 10        | 0.12%    |
| білоруська      | 5         | 0.06%    |
| румунська       | 4         | 0.05%    |
| єврейська       | 1         | 0.01%    |
| інші/не вказали | 7         | 0.08%    |
| Усього          | 8278      | 100%     |

## Пам'ятки

### Церква Святого Василія Великого

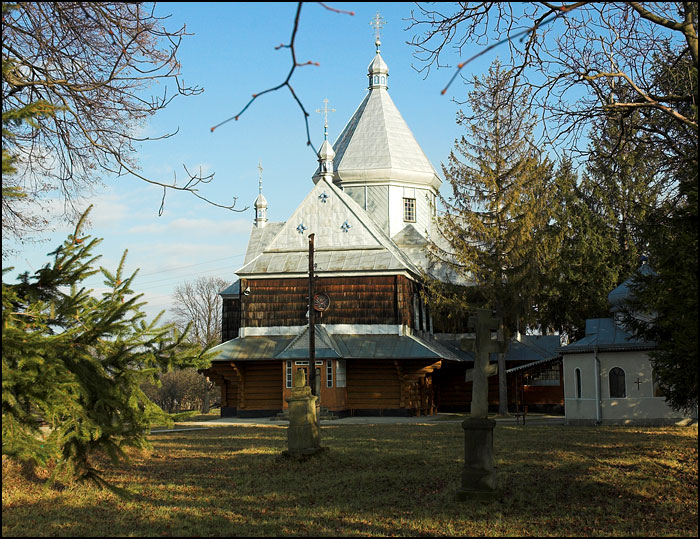
Церква Святого Василія Великого до пожежі

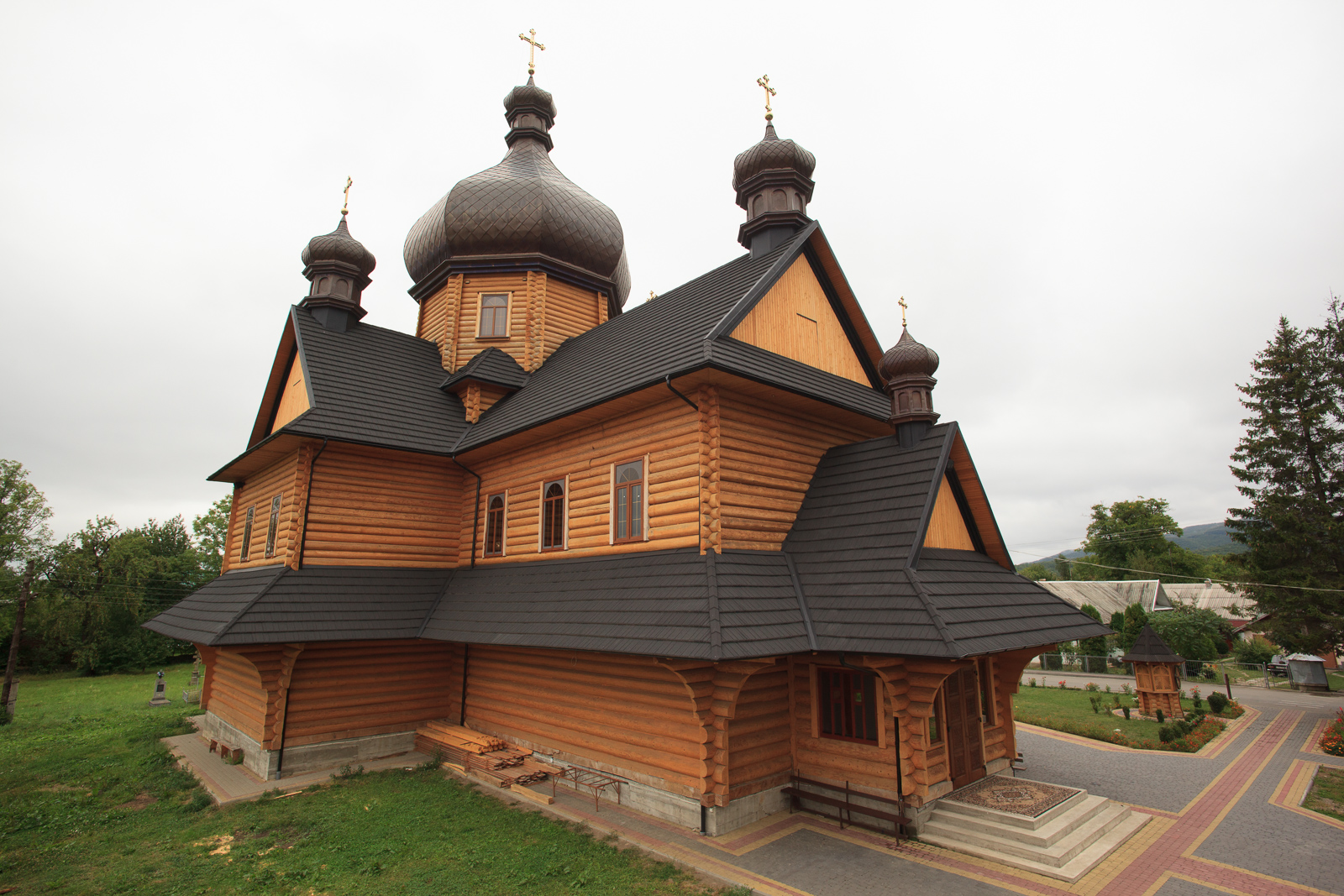
Відбудована Церква Святого Василія Великого

Гуцульська дерев'яна церква Святого Василія Великого побудована у 1895 році майстром Іваном Гарасим’юком,, благословена в 1896 році та освячена в 1900 році.
З 1963 року церкву заборонили використовувати як культову споруду, а богослужіння припинились у 1961 році. В церкві з 1969 року, на основі домашньої збірки подружжя Сагайдачних, сформовано музей народного мистецтва і побуту Гуцульщини. У радянський період церква охоронялась як пам'ятка архітектури Української РСР (№ 1158). 
Церква була дерев'яна, хрестоподібна з великим центральним зрубом нави, довгим приміщенням бабинця та відносно вузькими боковими раменами. До вівтаря прибудовано ризниці. До фасаду бабинця та до південного рамена прибудовано відкриті ґанки. 
Церкву оточувало опасання на вінцях зрубів. Над зрубом нави збудовано восьмибічну основу, над якою шатроподібна баня. Баню вінчав ліхтар з маківкою. Бокові зруби перекриті двоскатними дахами, вершки яких були розташовані на рівні середини восьмибічної частини нави. Над дахами бокових зрубів та ґанків розташовувались цибулеподібні маківки.
19 червня 2009 року церква згоріла. Була відновлена за збереженими планами майстрами з села Голови та освячена 19 червня 2011 року.

## Художні промисли

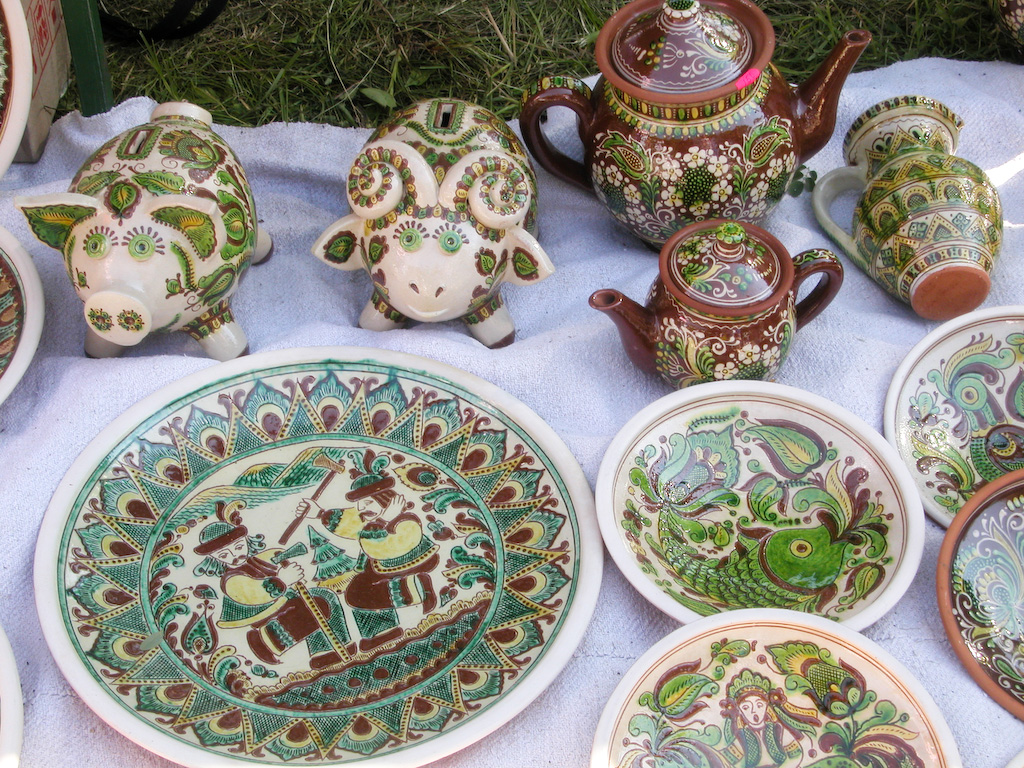
Косівська кераміка.

### Косівська кераміка
Косівська кераміка вирізняється своїми вигадливими унікальними розписами. Відома своїми гончарними виробами: різноманітним посудом, дитячими забавками, сувенірами, пічними кахлями, декоративними плитками.
13 грудня 2019 року Косівську мальовану кераміку внесено до Репрезентативного списку ЮНЕСКО нематеріальної культурної спадщини людства.

### Косівське ткацтво
Косів славиться узорними тканинами — художніми виробами ручного ткацтва, які використовуються для оздоблення житла і виготовлення одягу. У 2-й половини XX століття поширеним типом художніх тканин узорноткані верети з поперечними смугами, ліжники, поліхромні пояси з багатим візерунком та ін. 
Широкого розвитку косівські узорні тканини набули з 40-х років XX ст. В цей період у Косові та навколишніх селах створено ряд ткацьких артілей, які згодом укрупнено і реорганізовано у фабрики. 
Найбільшу кількість художньої текстильної продукції виробляють тепер у Косові «Гуцульщина» та художньо-виробничий комбінат. Художні тканини (килими, верети, ліжники, накидки на крісла, рушники, скатерки, пошивки, одягові тканини тощо) виготовляються в основному з вовняної пряжі. Техніка виготовлення косівських узорних тканин здебільшого човникова, але поширена й килимова, застосовують також і ручний перебір та ткання дощинкою. Найбільш характерними для косівських тканин є поперечносмугасті узори, виконані в яскравих, золотисто-жовтих кольорах, що доповнюються блакитним, зеленим, фіолетовим та білим.

## Відомі люди
- Андрійканич Іван — скульптор, викладач Косівського інституту прикладного та декоративного мистецтва;
- Андрейканич Андрій — дизайнер графік, мистецтвознавець, викладач Косівського інституту прикладного та декоративного мистецтва;
- Андріюк Василь — солдат Збройних сил України, учасник російсько-української війни 2014—2017;
- Андрусів Наталка — українська оперна співачка;
- Балагурак Дмитро (псевдо — «Скоба», «А-32»; травень 1924, с. Москалівка — 8 квітня 1953, м. Київ) — чотовий сотні ім. Богуна куреня «Гайдамаки» ТВ 21 «Гуцульщина» (1945—1948), референт СБ Косівського надрайонного проводу ОУН; відзначений Бронзовим хрестом бойової заслуги (31.08.1947)[14];
- Балагурак Осип Васильович — український майстер декоративної різьби на дереві; член Національної спілки майстрів народного мистецтва України;
- Баранюк Іван Дмитрович — український радянський діяч, різьбяр Косівського виробничо-художнього об'єднання «Гуцульщина»;
- Бахматюк Олекса — майстер художньої кераміки;[15]
- Библюк Нестор — український учений-лісівник;
- Блавацький Володимир — видатний український актор, режисер;
- Бович Василь — майстер різьби по дереву;
- Боднар Михайло — доктор права, адвокат, провадив адвокатську практику в хаті Хаїма Камілла 1924 року;[16]
- Вівчарик Михайло Миколайович — доктор політичних наук, професор, історик, академік Української академії політичних наук;
- Вітошинський Йосип Сильвестрович — український греко-католицький священник, диригент, громадсько-освітній діяч;
- Гаюк Володимир Васильович — заслужений працівник культури України;
- Гавриш Остап — український композитор;
- Горбовий Михайло Іванович — український політичний діяч, педагог, художник, різьбяр, ткач-килимар;
- Горбовий Петро Васильович — український майстер декоративного ткацтва;
- Горбовий Роман Іванович — український майстер декоративного ткацтва;
- Горбова Ольга Іванівна — українська майстриня декоративного ткацтва;
- Грабовенський Іван — український громадський діяч та військовик, отаман (майор) Української Галицької Армії, повітовий військовий комендант Дрогобича;
- Грабовський Володимир Семенович — український музикознавець, культуролог, організатор мистецького життя;
- Кабин Микола Павлович — майстер різьби по дереву;
- Кабин Василь Іванович — майстер різьби по дереву;
- Кіящук Михайло Степанович — вояк УГА, Армії УНР, пластун, діяч «Просвіти», організатор самооборони, репресований;
- Казимир Мокловський — львівський архітектор, теоретик мистецтва;
- Куриленко Василь Прокопович — поет, публіцист, журналіст. Псевдоніми — Старий Кінь, Кейленк Віллі та ін.;
- Козак Орися Михайлівна — провідний майстер художньої кераміки;
- Козлан Олександра Ярославівна — українська боксерка, призерка чемпіонатів світу та Європи;
- Мацьоцька Богдана Олегівна — гірськолижниця, призер міжнародних змагань FIS та українських турнірів.
- Павлик Анна Іванівна — українська громадсько-культурна діячка і письменниця, активна учасниця жіночого руху в Галичині. Сестра Михайла Павлика;
- Пастух Орест Валерійович — український режисер, актор, прозаїк, драматург.
- Пелипейко Ігор Аполонович — інспектор Косівського райвідділу освіти, завідувач методкабінету, методист, краєзнавець;
- Погребенник (Базник) Ярослава Михайлівна — українська літературознавиця, філолог, педагог, кандидат філологічних наук;
- Романюк Тарас Васильович — протоірей УПЦ КП, дисидент, письменник-публіцист, син патріарха Володимира;
- Рощиб'юк Михайло Іванович — український гончар;
- Рурик Анастасія Іванівна — український педагог, громадська діячка;
- Сінгалевич Володимир — український громадсько-політичний діяч у Галичині, правник;
- Соломченко Олексій Григорович — український мистецтвознавець;[17]
- Сусак Катерина Романівна — український мистецтвознавець;
- Сусак Ярослав Михайлович — український хірург, доктор медичних наук;
- Стринадюк Микола — майстер різьби по дереву;
- Стринадюк Роман Михайлович — заслужений майстер народної творчості України. Майстер по металу та шкірі;
- Тимків Микола Петрович — народний майстер різьби по дереву;
- Тим'як Юрій Іванович — майстер художньої кераміки;
- Феркуняк Дмитро — старшина польової жандармерії армії Австро-Угорщини, сотник Української галицької армії, сотник дивізії СС «Галичина».
- Чіх Василь Васильович — майстер художньої обробки шкіри, педагог;
- Чорний Орест Миколайович — майстер художньої кераміки;
- Юсипчук Богдан Романович — український актор кіно та театру, володар титулів «Містер Україна» (2014) та «Mister Sea World» (2018);